# Eumillipes persephone
Eumillipes persephone é um animal descoberto na Austrália, num furo para exploração mineira, com 1306 patas. É o primeiro animal descoberto com mais de mil patas (apesar disso, é um animal relativamente pequeno, com apenas 95,7 milímetros de comprimento e 0,7 de largura).